# Большеонский сельсовет
Большеонский сельсовет — упразднённое сельское поселение в Таштыпском районе Хакасии. Сейчас — межселенная территория Таштыпского муниципального района.
Административный центр — село Кубайка (ранее — посёлок Большой Он, откуда и название сельсовета).
Площадь Большеонского сельсовета 533840 га

## История
Статус и границы сельского поселения установлены Законом Республики Хакасия от 15 октября 2004 года № 73 «Об утверждении границ муниципальных образований Таштыпского района и наделении их соответственно статусом муниципального района, сельского поселения»
Упразднён Большеонский сельсовет Законом Республики Хакасия от 19.10.2009 № 98-ЗРХ «Об упразднении муниципального образования Большеонский сельсовет и о внесении изменений в Закон Республики Хакасия „Об утверждении границ муниципальных образований Таштыпского района и наделении их соответственно статусом муниципального района, сельского поселения“», принятым Верховным Советом Республики Хакасия 30 сентября 2009 года
Земли сельсовета вошли в состав муниципального образования Таштыпский район в качестве межселенной территории.
В соответствии с Законом приняты решения:

Статья 1
1. Упразднить муниципальное образование Большеонский сельсовет, входящее в состав муниципального образования Таштыпский район.
2. Установить, что территория упраздняемого муниципального образования Большеонский сельсовет и населенные пункты п. Кубайка, п. Большой Он, п. Малый Анзас входят в состав муниципального образования Таштыпский район в качестве межселенной территории.
Статья 2

Права и обязанности муниципального образования Большеонский сельсовет, возникшие до его упразднения, переходят к муниципальному образованию Таштыпский район

## Население
| 2002 | 2010 | 2012 | 2013 |
| ---- | ---- | ---- | ---- |
| 116  | ↘84  | ↘75  | ↘69  |

## Состав сельского поселения
В состав сельского поселения входили 3 населённых пункта:
| № | Населённый пункт | Тип населённого пункта       | Население |
| - | ---------------- | ---------------------------- | --------- |
| 1 | Большой Он       | посёлок                      | ↘17       |
| 2 | Кубайка          | село, административный центр | ↘41       |
| 3 | Малый Анзас      | посёлок                      | ↗26       |

## Местное самоуправление
Администрация
Глава администрации